# Myotis ridleyi
Myotis ridleyi  (Thomas, 1898) è un pipistrello della famiglia dei vespertilionidi diffuso nella Penisola malese e nel Borneo.

## Descrizione

### Dimensioni
Pipistrello di piccole dimensioni, con la lunghezza dell'avambraccio tra 27 e 32 mm, la lunghezza della coda tra 30 e 36 mm, la lunghezza del piede tra 6 e 7,5 mm, la lunghezza delle orecchie tra 10 e 12 mm e un peso fino a 6 g.

### Aspetto
La pelliccia è corta e vellutata. Le parti dorsali sono bruno-grigiastre scure mentre le parti ventrali sono più chiare e con una tinta più grigiastra. Le orecchie sono moderate, strette e arrotondate. Il trago è lungo, diritto o leggermente curvato in avanti, appuntito e con un piccolo lobo rotondo alla base. Le membrane alari sono nere-brunastre scure, relativamente corte e attaccate posteriormente alla base delle dita dei piedi, i quali sono piccoli e con le dita ricoperte di peli. La coda è lunga ed inclusa completamente nell'ampio uropatagio. Il calcar è lungo. Ha soltanto un paio di premolari superiori ed inferiori. Il cariotipo è 2n=44 FNa=52.

## Biologia

### Comportamento
Si rifugia nelle grotte, in abitazioni nella foresta e sotto rocce vicino a corsi d'acqua. Forma piccoli gruppi.

### Alimentazione
Si nutre di insetti.

## Distribuzione e habitat
Questa specie è diffusa nella Thailandia peninsulare meridionale, nella Penisola malese e nel Borneo.
Vive nelle foreste sempreverdi di pianura e torbiere. È strettamente associata a ambienti acquatici come fiumi, torrenti, laghi e stagni.

## Conservazione
La IUCN Red List, considerato il declino del 30% negli ultimi 15 anni a causa della perdita del proprio habitat forestale, classifica M.ridleyi come specie prossima alla minaccia di estinzione (Near Threatened).